# 1re cérémonie des Grammy Awards
La 1re cérémonie annuelle des Grammy Awards a eu lieu à New York le 12 mars 1969.

## Palmarès
| Prix                      | Artiste          | Titre                           |
| ------------------------- | ---------------- | ------------------------------- |
| Enregistrement de l'année | Domenico Modugno | Nel blu dipinto di blu (Volare) |
| Album de l'année          | Henry Mancini    | The Music from Peter Gunn       |
| Chanson de l'année        | Domenico Modugno | Nel blu dipinto di blu (Volare) |

### Musique classique
| Prix                                                                                   | Artiste                  | Titre                                                     |
| -------------------------------------------------------------------------------------- | ------------------------ | --------------------------------------------------------- |
| Best Classical Performance - Orchestra                                                 | Hollywood Bowl Orchestra | Gaiete Parisienne                                         |
| Best Classical Performance - Instrumentalist (With Concerto Scale Accompaniment)       |                          | Tchaikovsky: Piano Concerto No. 1 In B Flat Minor, Op. 23 |
| Best Classical Performance - Instrumentalist (Other Than Concerto-Scale Accompaniment) | Andres Segovia           | Segovia Golden Jubilee                                    |
| Best Classical Performance - Chamber Music (Including Chamber Orchestra)               | Hollywood String Quartet | Beethoven: Quartet 130                                    |
| Best Classical Performance - Vocal Soloist (With Or Without Orchestra)                 |                          | Operatic Recital                                          |
| Best Classical Performance - Operatic Or Choral                                        | Roger Wagner             | Virtuoso                                                  |

### Autres
| Prix                                                                                   | Artiste                  | Titre                                             |
| -------------------------------------------------------------------------------------- | ------------------------ | ------------------------------------------------- |
| Best Vocal Performance, Female                                                         | Ella Fitzgerald          | Ella Fitzgerald Sings The Irving Berlin Song Book |
| Best Vocal Performance, Male                                                           | Perry Como               | Catch A Falling Star                              |
| Best Performance By An Orchestra                                                       | Billy May                | Billy May's Big Fat Brass                         |
| Best Performance By A Dance Band                                                       | Count Basie              | Basie                                             |
| Best Performance By A Vocal Group Or Chorus                                            | Keely Smith, Louis Prima | That Old Black Magic                              |
| Best Jazz Performance, Individual                                                      | Ella Fitzgerald          | Ella Fitzgerald Sings The Irving Berlin Song Book |
| Best Jazz Performance, Group                                                           | Count Basie              | Basie                                             |
| Best Comedy Performance                                                                |                          | The Chipmunk Song                                 |
| Best Country & Western Performance                                                     | The Kingston Trio        | Tom Dooley                                        |
| Best Rhythm & Blues Performance                                                        | The Champs               | Tequila                                           |
| Meilleur arrangement                                                                   | Henry Mancini            | The Music From Peter Gunn                         |
| Best Engineered Record (Classical)                                                     |                          | Duets With A Spanish Guitar                       |
| Best Engineered Record - Non-Classical                                                 |                          | The Chipmunk Song                                 |
| Best Album Cover                                                                       | Frank Sinatra            | Only The Lonely                                   |
| Best Musical Composition First Recorded And Released In 1958 (Over 5 Minutes Duration) | Nelson Riddle            | Cross Country Suite                               |
| Best Original Cast Album (Broadway Or TV)                                              |                          | The Music Man                                     |
| Best Sound Track Album, Dramatic Picture Score Or Original Cast                        | André Previn             | Gigi                                              |
| Best Performance, Documentary Or Spoken Word                                           | Stan Freberg             | The Best Of The Stan Freberg Shows                |
| Best Recording For Children                                                            |                          | The Chipmunk Song                                 |